# Martin Frýdek (ur. 1992)
Martin Frýdek (ur. 24 marca 1992 w Hradcu Králové) – czeski piłkarz grający na pozycji lewego pomocnika. Od 2024 est zawodnikiem  w greckim klubie Aris FC. Jest synem Martina Frýdka, także piłkarza i reprezentanta kraju.

## Kariera klubowa
Swoją karierę piłkarską Frýdek rozpoczął w klubie Sparta Praga. W 2011 roku został członkiem zespołu rezerw Sparty. 13 sierpnia 2011 zadebiutował w nich w drugiej lidze czeskiej w przegranym 1:2 wyjazdowym meczu z FK Ústí nad Labem. Wiosną 2012 awansował również do pierwszego zespołu. 24 lutego 2012 zaliczył w nim swój debiut w pierwszej lidze w przegranym 0:1 wyjazdowym meczu z FC Hradec Králové. W sezonie 2011/2012 wywalczył ze Spartą wicemistrzostwo Czech.
Latem 2012 roku Frýdek został wypożyczony do słowackiego klubu FK Senica. Zadebiutował w nim 15 lipca 2012 w przegranym 2:3 domowym meczu z Duklą Bańska Bystrzyca. W Senicy spędził pół roku.
Na początku 2013 roku Frýdek przeszedł do Slovana Liberec. Swój debiut w nim zanotował 23 lutego 2013 w wygranym 1:0 domowym meczu z FK Baumit Jablonec. 27 maja 2015 wystąpił w wygranym po serii rzutów karnych finale Pucharu Czech z Baumitem Jablonec (po 120 minutach był remis 1:1).
W 2015 roku Frýdek wrócił do Sparty Praga. W sezonie 2015/2016 wywalczył z nią wicemistrzostwo Czech, a w sezonie 2019/2020 zdobył Puchar Czech.
W październiku 2020 Frýdek został piłkarzem szwajcarskiego FC Luzern. Swój debiut w nim zaliczył 25 października 2020 w przegranym 1:2 wyjazdowym meczu z BSC Young Boys.
| Sezon   | Klub            | Kraj       | Rozgrywki    | Mecze | Gole |
| ------- | --------------- | ---------- | ------------ | ----- | ---- |
| 2011/12 | Sparta Praga II | Czechy     | II liga      | 22    | 1    |
| 2011/12 | Sparta Praga    | Czechy     | I liga       | 2     | 0    |
| 2012/13 | FK Senica       | Słowacja   | I liga       | 15    | 0    |
| 2012/13 | Slovan Liberec  | Czechy     | I liga       | 14    | 0    |
| 2013/14 | Slovan Liberec  | Czechy     | I liga       | 25    | 0    |
| 2014/15 | Slovan Liberec  | Czechy     | I liga       | 25    | 2    |
| 2015/16 | Sparta Praga    | Czechy     | I liga       | 22    | 0    |
| 2016/17 | Sparta Praga    | Czechy     | I liga       | 9     | 2    |
| 2017/18 | Sparta Praga    | Czechy     | I liga       | 21    | 1    |
| 2018/19 | Sparta Praga    | Czechy     | I liga       | 33    | 2    |
| 2019/20 | Sparta Praga    | Czechy     | I liga       | 25    | 2    |
| 2020/21 | FC Luzern       | Szwajcaria | Super League | 30    | 0    |

## Kariera reprezentacyjna
W swojej karierze Frýdek grał w młodzieżowych reprezentacjach Czech. W 2015 roku został powołany do reprezentacji Czech U-21 na Mistrzostwa Europy U-21. W reprezentacji Czech zadebiutował 24 marca 2016 w przegranym 0:1 towarzyskim meczu ze Szkocją, rozegranym w Pradze.